# Теорема Аміцура — Левицького
Теорема Аміцура — Левицького — твердження про рівність нулю стандартного многочлена степеня {\displaystyle 2n} від довільних матриць порядку {\displaystyle n}. Прямий наслідок цього результату — матриці порядку {\displaystyle n} утворюють кільце з поліноміальними залежностями з мінімальним ступенем тотожності, що дорівнює {\displaystyle 2n}.
Теорема вперше доведена ізраїльськими математиками Шімшоном Аміцуром і Яковом Левицьким у 1950 році. 
Згодом було дано кілька принципово інших доведень. Бертран Костант у 1958 році вивів теорему Аміцура — Левицького з теореми Кошуля — Самельсона про примітивні когомології алгебр Лі. Річард Сван у 1963 році дав просте доведення на основі теорії графів. 
Юрій Размислов у 1974 році побудував доведення, що спирається на теорему Гамільтона — Келі. Шмуель Россет у 1976 році подав коротке доведення, що використовує зовнішню алгебру векторного простору розмірності.

## Означення та формулювання
Стандартним многочленом степеня {\displaystyle n} називається многочлен:
{\displaystyle S_{n}(x_{1},\ldots ,x_{n})=\sum _{\sigma }\in S_{n}}(-1)^{\sigma }x_{\sigma 1}\cdots x_{\sigma n}\},
де сума береться за всіма {\displaystyle n!} елементами симетричної групи {\displaystyle S_{n}}.
Тут {\displaystyle (-1)^{\sigma }} позначає знак перестановки {\displaystyle \sigma } і елементи {\displaystyle x_{1},\dots ,x_{n}} не комутують між собою.
Теорема Аміцура — Левицького стверджує, що для довільних матриць {\displaystyle A_{1},\dots ,A_{2n}} порядку {\displaystyle n} з елементами із деякого комутативного кільця R, стандартний многочлен від цих матриць є рівним нулю:
{\displaystyle S_{2n}(A_{1},\ldots ,A_{2n})=0}.

## Доведення
Тут подано доведення Размислова на основі такого твердження із лінійної алгебри:

### Лема
Нехай C — комутативна {\displaystyle \mathbb {Q} }-алгебра з одиницею і {\displaystyle A\in M_{n}(C)}— матриця для якої {\displaystyle \operatorname {tr} A=\operatorname {tr} A^{2}=...=\operatorname {tr} A^{n}=0.} Тоді також {\displaystyle A^{n}=0.}

#### Доведення леми
Згідно теореми Гамільтона — Келі матриця A є коренем свого характеристичного многочлена: {\displaystyle A^{n}+\alpha _{n-1}A^{n-1}+\ldots +\alpha _{1}A+\alpha _{0}=0.}
Але на основі тотожностей Ньютона, характеристичний многочлен можна записати {\displaystyle p_{A}(\lambda )=\sum _{i=0}^{n}(-1)^{i}q_{n-i}{\Bigl (}\operatorname {tr} A,\operatorname {tr} A^{2}\ldots ,\operatorname {tr} A^{n-i}{\Bigr )}\lambda ^{i},} де всі многочлени {\displaystyle q_{n-i}} мають раціональні коефіцієнти і нульові вільні члени окрім {\displaystyle q_{0}=1.} З рівності нулю слідів степенів матриці отримуємо, що і {\displaystyle \alpha _{0},\ldots ,\alpha _{n-1}=0,} а тому  {\displaystyle A^{n}=0.}

### Доведення теореми
Якщо всі елементи деякого кільця R задовольнять рівності {\displaystyle S_{n}(x_{1},\ldots ,x_{n})=0,} то для довільного комутативного кільця A також елементи тензорного добутку {\displaystyle R\otimes _{\mathbb {Z} }A} задовольняють цій же рівності. Справді, оскільки {\displaystyle S_{n}(x_{1},\ldots ,x_{n})} є полілінійним (тобто {\displaystyle S_{n}(x_{1},\ldots ,x_{i}+y_{i},\ldots ,x_{n})=S_{n}(x_{1},\ldots ,x_{i},\ldots ,x_{n})+S_{n}(x_{1},\ldots ,y_{i},\ldots ,x_{n})} для всіх змінних) достатньо довести, що вказана рівність виконується при підстановці {\displaystyle x_{i}=r_{i}\ \otimes a_{i}\in R\otimes _{\mathbb {Z} }A.} Дійсно, 
{\displaystyle {\begin{aligned}S_{n}(r_{1}\otimes a_{1},\ldots ,r_{n}\otimes a_{n})&=\sum _{\sigma \in S_{n}}(-1)^{\sigma }r_{\sigma _{1}}\otimes a_{\sigma _{1}}\cdots r_{\sigma _{n}}\otimes a_{\sigma _{n}}=\sum _{\sigma \in S_{n}}(-1)^{\sigma }(r_{\sigma _{1}}\cdots r_{\sigma _{n}})\otimes (a_{\sigma _{1}}\cdots a_{\sigma _{n}})=\\&=\sum _{\sigma \in S_{n}}(-1)^{\sigma }(r_{\sigma _{1}}\cdots r_{\sigma _{n}})\otimes (a_{1}\cdots a_{n})=S_{n}(r_{1},\ldots ,r_{n})\otimes (a_{1}a_{2}\cdots a_{n})=0.\end{aligned}}}.
Оскільки {\displaystyle M_{n}(C)=M_{n}(\mathbb {Z} )\otimes _{\mathbb {Z} }C}  і {\displaystyle M_{n}(\mathbb {Z} )\subset M_{n}(\mathbb {Q} ),} то з попереднього випливає, що твердження достатньо довести для матриць із {\displaystyle M_{n}(\mathbb {Q} )}.
Розглянемо тепер зовнішню алгебру {\displaystyle \Lambda (V)} над векторним простором над {\displaystyle \mathbb {Q} } розмірності 2n із базисом {\displaystyle e_{1},e_{2},...,e_{2n}.} Підалгебра {\displaystyle \Lambda _{e}(V)} цієї алгебри елементами якої є елементи парних компонент у градації {\displaystyle \Lambda (V)} є комутативною.
Нехай {\displaystyle A_{1},...,A_{2n}} — довільні елементи з {\displaystyle M_{n}(\mathbb {Q} )} і позначимо {\displaystyle B=A_{1}\otimes e_{1}+...+A_{2n}\otimes e_{2n}\in M_{n}(\Lambda (V))=M_{n}(\mathbb {Q} )\otimes \mathbb {Q} \Lambda (V).}
Тоді {\displaystyle B_{2n}=S_{2n}(A_{1},...,A_{2n})\otimes (e1\wedge e_{2}\wedge ...\wedge e_{2n})}  і {\displaystyle B^{2}=D=\sum [A_{i},A_{j}]\otimes e_{i}\wedge e_{j}\in M_{n}(\Lambda _{e}(V)).}
Також можна записати 
{\displaystyle D^{i}=B^{2i}=\sum S_{2i}(A_{j_{1}},...,A_{j_{2k}})\otimes e_{j_{1}}\wedge ...\wedge e_{j_{2k}}\in M_{n}(\Lambda _{e}(V)),\ i\leqslant n.}
Для стандартних многочленів виконуються рівності 
{\displaystyle {\begin{aligned}S_{2i}(x_{1},...,x_{2i})&=x_{1}S_{2i-1}(x_{2},...,x_{2i})-x_{2}S_{2i-1}(x_{1},x_{3},...,x_{2i})+...-x_{2i}S_{2i-1}(x_{1},...,x_{2i-1})=\\&=-S_{2i-1}(x_{2},...,x_{2i})x_{1}+S_{2i-1}(x_{1},x_{3},...,x_{2i})x_{2}+...+S_{2i-1}(x_{1},...,x_{2i-1})x_{2i}.\end{aligned}}}
Звідси можна записати:
{\displaystyle S_{2i}(x_{1},...,x_{2i})={1 \over 2}\sum _{k=1}^{2i}\left[x_{k},S_{2i-1}(x_{1},...,{\hat {x_{k}}},...,x_{2i})\right].}
Отож кожен доданок у виразі для матриць {\displaystyle D^{i}} можна записати як комутатор двох матриць. З огляду на те, що слід комутатора двох матриць дорівнює нулю, то сліди всіх цих доданків, а тому і сліди всіх матриць {\displaystyle D^{i},\;\;1\leqslant i\leqslant n} є рівними нулю. Згідно леми тоді також {\displaystyle D^{n}=B^{2n}=0}  і звідси {\displaystyle S_{2n}(A_{1},A_{2},...,A_{2n})=0.}